# Зара Долуханова
Зара Алекса́ндровна Долуханова (Заруи Агасьевна Макарян/Макарьян, по мъж – Долуханян; 15 март 1918 г., Москва – 4 декември 2007 г., Москва) е съветска, руска и арменска певица (колоратурен мецосопран).
Народна артистка на СССР (1990). Носителка на Ленинска (1966) и Сталинска премия втора степен (1951).

## Биография
Родена е в Москва в семейството на Агасий Маркович и Елена Гайковна Макарян. В периода 1933 – 1938 г. учи цигулка в Третия държавен музикален техникум (сега Музикално училище „Гнесини“) при Вера Беляева-Тарасевич. Не завършва техникума.
От 1939 г. е солистка на Арменския театър за опера и балет „Александър Спендиаров“ в Ереван, където пее първите партии във всички продукции. Скоро след това оставя оперната сцена и започва да се изявява като концертна певица. От 1944 г. е солистка на Всесъюзното радио и телевизия, а от 1959 г. – на Московската филхармония.
Изпълнява партията на Пепеляшка в първата съветска постановка на едноименната опера от Джоакино Росини и оригиналната версия на партията на Розина от неговата опера „Севилският бръснар“. Изпълнява партията на Керубино (Сватбата на Фигаро на Моцарт), Дениза („Сватба с фенери“ на Жак Офенбах), в операта „Италианка в Алжир“ на Росини и т.н. През 1969 г. излиза в партията на Анджелика в концертното изпълнение на операта от Джакомо Пучини, „Сестра Анджелика“.
Изпълнява творби на Йохан Себастиан Бах, Георг Фридрих Хендел, Джузепе Верди, Сергей Рахманинов, Клод Дебюси, Франсис Пуленк, Георгий Свиридов, Сергей Прокофиев, Франц Шуберт, Роберт Шуман, Xуга Волф, Густав Малер, Дмитрий Шостакович и много други композитори.
Гастролира в много държави (Румъния, ГДР, Италия, Франция, Англия, Гърция, Аржентина, Чехословакия, Унгария, САЩ, Полша, Югославия, Япония, Израел, Нова Зеландия и др.). Пее в концертни зали на Европа, Северна и Южна Америка, Азия, Австралия и Нова Зеландия.
През 1957 г. завършва Музикално-педагогическия институт „Гнесини“ (днес Руска музикална академия „Гнесини“). От 1972 г. преподава в Музикално-педагогическия институт (от 1983 г. е професор, а в периода 1980 – 1985 г. – ръководител на катедрата по солово пеене). Активно участва в журита на музикални конкурси.
Член на Съюза на театралните дейци на Руската федерация (1977). В периода от 1990 до 1995 г. фирмите „Мелодия“, „Monitor“, „Austro Mechana“ и „Russian Disc“ издават осем нейни CD-та. Освен изпълнителска дейност, сериозно се увлича от живопис.
Умира на 4 декември 2007 г. в Москва. Погребана е в Арменското гробище в Москва.

## Памет
Международният конкурс за певци „Амбърен славей“ в Калининград от 2007 г. носи името на Зара Долуханова.

## Награди и звания
- Първа награда на Международния конкурс за певци (Будапеща, 1949)
- Заслужила артистка на Арменската ССР (1952)
- Народна артистка на Арменската ССР (1955)
- Народна артистка на РСФСР (1956)
- Народна артистка на СССР (1990)
- Сталинска награда втора степен (1951) – за концерти и изпълнителска дейност
- Ленинска премия (1966) – за концертно-изпълнителска дейност (програми през 1963 – 1965 г.)
- Награда „Роберт Шуман“ (1975, ГДР)
- Орден „За заслуги пред Отечеството“ IV степен (2003)[6]
- Медал За развитието на необработените земи" (1956)
- Знак „Миньорска слава“ II степен (1961)
- Медал „За доблестен труд. В чест на 100-годишнината от рождението на Владимир Ленин“ (1970)
- Медал „Ветеран на труда“ (1984)
- Медал „50 години от Победата във Великата Отечествена война 1941 – 1945 година“ (1995)
- Медал „В памет на 850-годишнината на Москва“ (1997)
- През 1956 г. Пол Робсън връчва на певицата Почетна грамота, присъдена ѝ от просъветския Световен съвет на мира, във връзка с десетилетието на Световното движение на поддръжниците на мира „За значителен принос за укрепването на мира и дружбата между народите“
- Грамота на Президиума на Върховния съвет на Казахската ССР (1964)
- Грамота на Президиума на Върховния съвет на Беларуската ССР (1965)
- Грамота на Президиума на Върховния съвет на Удмуртската АССР (1979)
- Грамота на Президиума на Върховния съвет на Арменската ССР (1984)
- Грамота „За изключителни постижения в областта на изкуството“ (2007)[7] и др.

## Филмография
- 1965 г. – „Любима“ – певица